# Etcetera-Worldofbike
Etcetera-Worldofbike is een wielerploeg die een Griekse licentie heeft. De ploeg bestaat sinds 2009, in het seizoen 2012 kon de ploeg geen UCI-licentie verkrijgen. In 2013 kwam de ploeg wel terug uit in de Continentale circuits. Dimitris Konstantopoulos is de manager van de ploeg.

## Bekende renners
- Jean-François Zen (2011)
- Philip Schulz (2012)
- Aivaras Baranauskas (2010)
- Sven Renders (2012)
- Kenny Van Der Schueren (2011-2012)

## Seizoen 2014

### Transfers
| Inkomend | Team 2013 | Uitgaand | Team 2014 |
| -------- | --------- | -------- | --------- |

## Seizoen 2013

### Overwinningen in de UCI Europe Tour
| Datum   | Wedstrijd                            | Cat. | Winnaar             |
| ------- | ------------------------------------ | ---- | ------------------- |
| 21 juni | Grieks kampioenschap, Beloften (ITT) | CN   | Ioannis Spanopoulos |

### Renners
| Naam                               | Geboortedatum     | Nationaliteit | Ploeg 2012 |
| ---------------------------------- | ----------------- | ------------- | ---------- |
| Petros Gkazonis                    | 30 juni 1990      | Griekenland   |            |
| Nikolaos Ioannidis                 | 19 juni 1993      | Griekenland   | Neo        |
| Christos Katrakis                  | 11 november 1984  | Griekenland   |            |
| Andreas Keuser (vanaf 16 augustus) | 14 april 1974     | Duitsland     |            |
| Charoun Molla                      | 1 april 1991      | Griekenland   | Neo        |
| Román Osuna (vanaf 1 april)        | 15 september 1989 | Spanje        | Andalucía  |
| Orestis Raptis                     | 11 juli 1990      | Griekenland   |            |
| Ioannis Spanopoulos                | 20 mei 1993       | Griekenland   | Neo        |
| Theocharis Tsiantos                | 18 april 1977     | Griekenland   | Neo        |
| Ioannis Vorrias (tot 1 april)      | 22 mei 1985       | Griekenland   | Neo        |